# Слеса
Крепость Слеса (груз. სლესის ციხე) — средневековая крепость в Грузии, расположенная в Ахалцихском муниципалитете, в крае Самцхе-Джавахети. Крепость, чья история покрыта мраком, состоит из замка, ныне находящегося в разрушенном состоянии, и лучше сохранившейся башни, стратегически расположенных на двух соседних холмах, охраняющих южные подходы к центру Грузии через Боржомское ущелье. Крепость внесена в список недвижимых памятников культуры национального значения Грузии.

## История
История замка неизвестна. Архитектурные особенности, в том числе отсутствие амбразур для огнестрельного оружия, позволяют предположить, что Слеса, возможно, была построена в эпоху Высокого Средневековья. В грузинском документе, датированном 1516 годом, в котором перечисляются знатные семьи Самцхе, упоминаются «слесари» (буквально «из Слесы»), которые делили с Авалишвили наследие Бумбулидзе («с их кладбищем, монастырём и придворной церковью»). Деревня Слеса впервые задокументирована (как состоящая из 16 домашних хозяйств) в османской финансовой переписи, датированной 1598 годом. Османское завоевание этого района привело к перемещению или ассимиляции местного населения Самцхе. К XIX веку селение вымерло.

## Расположение
Крепость Слеса возвышается на скалистом холме, примерно на полпути между сёлами Квабисхеви и Ацкури, на левом берегу реки Кура (Мтквари), недалеко от автомагистрали S8 Боржоми—Ахалцихе. Она возвышается над стратегическим местом, выходящим на долину реки и охраняющим южный вход в Боржомское ущелье.
Замок сильно повреждён: его верхние стены разрушены, оконные и дверные проёмы уничтожены, а его внутренние конструкции лежат в руинах. В плане строение представляет собой неправильный прямоугольник, вытянутый по оси юг-север и закруглённый в юго-западном конце. Куртины (разной высоты, достигающей восьми метров на южной стороне) укреплены несколько выступающими полукруглыми контрфорсами. Внутренний двор состоит из трёх платформ: нижняя содержит остатки различных небольших сооружений, в средней находится разрушенная внутренняя церковь небольших размеров, а верхняя увенчана высокой башней с закруглёнными углами, которая почти полностью окружена куртиной.
Стены замка состоят из равномерной каменной кладки, связанной строительным раствором. Толщина стен составляет примерно 150 см. К югу от нижней платформы находится четырехэтажная отдельная башня, с полукруглой задней стеной, кладка которой состоит из горизонтальных слоёв щебня. Склон оврага между замком и башней окружен с востока оборонительной стеной толщиной до 130 метров. По состоянию на 2019 год территория крепости никогда не изучалась археологами.